# 出早雄命
出早雄命（いずはやおのみこと、歴史的仮名遣：いづはやをのみこと）は、長野県内の民間信仰の神。

## 名称
出早雄神（いずはやおのかみ）、出速雄命、伊豆速男神、伊豆早雄命、伊豆速雄命、出早命、出早神とも書く。室町時代書写の『諏訪上社物忌令之事』（1237年成立）には出止明神（いではや‐）が見られる。諏訪上社の神楽歌集『祝詞段』と『根元記』（伝・嘉禎年間）では「イスハイ」または「イツハエ」として出て来る。幕末に書かれた『諏訪旧跡志』（飯塚久敏著）では「内県神 出速雄命」と表記される。

## 概要
『日本三代実録』によると貞観2年（860年）2月5日には「信濃国正六位上馬背神、飄別神、妻科地神、無位駒弓神、出速雄神」には従五位下が授与された。更に貞観15年（873年）4月5日、「信濃国従五位下出早雄神」が従五位上に昇格されたとある。元慶2年（878年）2月7日に正五位下となる。
諏訪地方では建御名方神（諏訪大社の祭神）の御子神とされている。近世の伝承では建御名方神の次男で、父神の世継ぎとして諏訪を治めたと伝わる。また武居氏（下社の社家）の家伝によると、父神の寵愛を受けた出早雄神は弟の意岐萩神（ここでは武居氏の祖先とされる）から諏訪の地を譲り授けられ、意岐萩神とともにそこに鎮座した。また、信濃国の開拓に功績をたてた13柱の御子神の一つに数えられる。
岡谷市にある出早雄小萩神社では、父神と協力して、諏訪の開拓に貢献したと伝わり、また神社の社家の祖神とも伝わる。
また皆神山に鎮座する熊野出速雄神社では海津地域開拓の祖神で農耕の神とされる。そして皆神山の神官家（関屋氏が世襲して来た）は建武2年（1335年）の青沼合戦において四宮氏（四宮荘）や保科氏（保科荘）・夏目氏（石川荘）らと建武政権に対して反乱を起こし船山守護所を襲ったが撃退鎮圧された。以後この神社の祭祀は松代の玉依姫神社の神主小河原氏が担い、江戸時代には信濃の天台本山派（熊野三山を拠点とし聖護院を本寺とする）修験として地域山伏支配の勢力を拡大した。

## 系譜

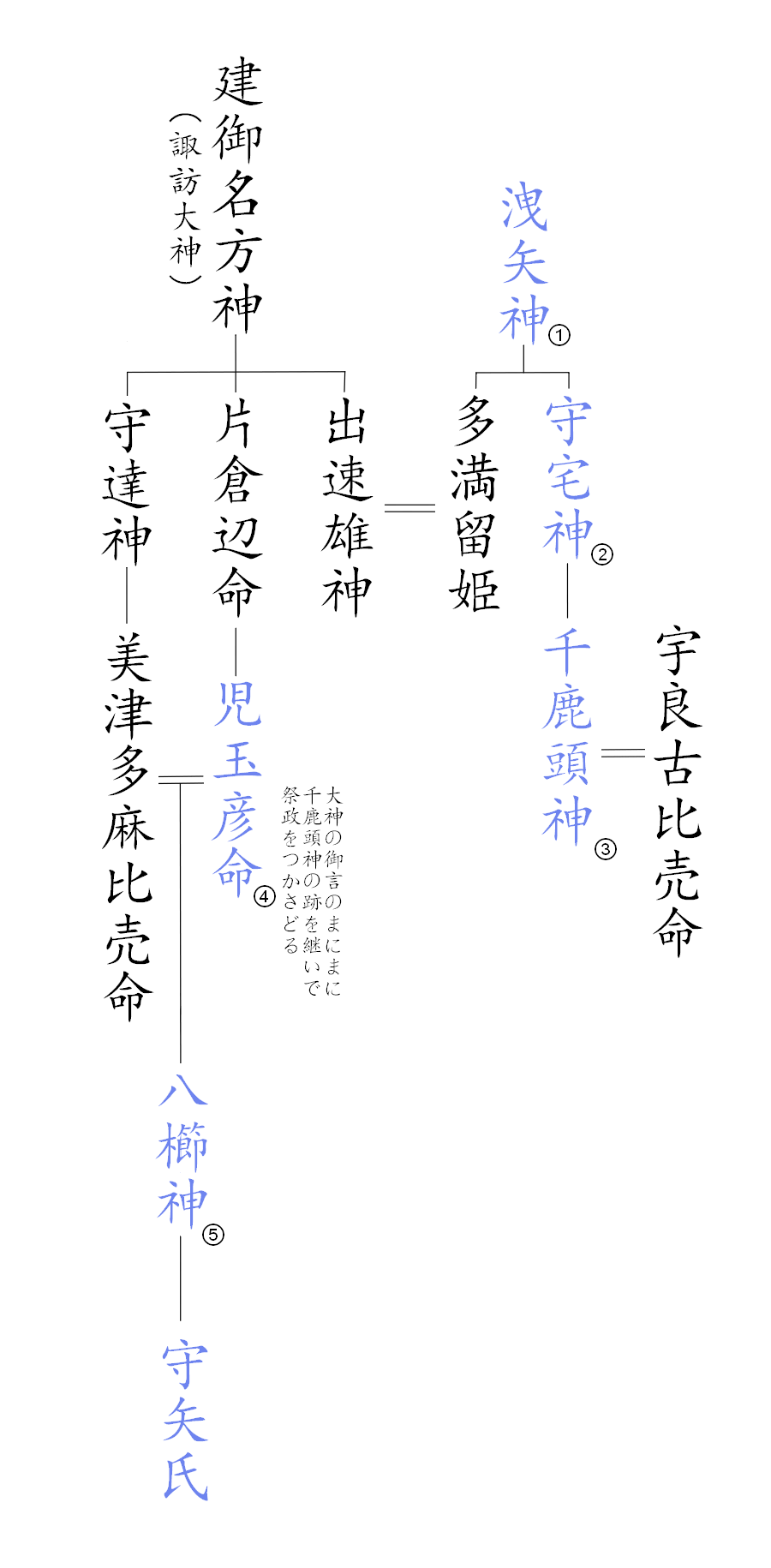
『守矢氏系譜』における守矢氏の最初の五代
（洩矢神から八櫛神まで）

諏訪上社社家・守矢氏の家系図『神長守矢氏系譜』（明治初期成立）では洩矢神の娘・多満留姫を娶ったとされている。一般に上社の大祝職を務めた諏訪氏（また洲羽国造）の祖神とされる。早出氏の祖神とも言われており、出早雄命の後裔が出早を氏としていたが、後に神の神威を恐れて苗字の「出早」の文字を傾倒したものとされる。
出早雄命の子とされる神々は以下の通りである。
- 箭津安賀多神（八県宿禰神）
- 伊津早姫神（出早姫神）
- 草奈井比売神
『三代実録』によると貞観8年（866年）8月に会津比売神と共に従四位下に昇格された[7][22]。蓼宮神社（諏訪市湖南）の祭神[23]。
- 可毛羽神
可毛羽神社（長野市篠ノ井、旧更級郡栄村－御幣川村）の祭神とされる[21][24]。
- 若木比売神
上水内郡若槻（現・長野市若槻）に祀られていると伝わる[21]。詳細は不明。
- 外安賀多神（外県神か）
外県神・内県神・大県神の3神は建御名方神の御子神とすることもある。
- 内安賀多神（内県神か）
「内県神」は出早雄命または千鹿頭神の異名とする場合もある。
- 大県神

また六老彦神だけを御子神として記載する系図もある。他、子に片倉辺命、孫に恵奈武耳命と続き、後に諏訪氏になるとするものもあるが、この2柱の神は諏訪御子神の中に列せられていることもある。

## 祀る神社
- 諏訪大社上社本宮摂社・出早社（長野県諏訪市中洲宮山）
諏訪大社の門番神として崇敬されている。イボ取りに霊験があるとされ、小石を奉納してイボの全快を祈願する風習が残されている[26]。
- 諏訪大社上社前宮摂社・若御子社（長野県茅野市宮川）
他の諏訪御子神を祀る神社とは異なり22神が祀られている。
- 諏訪大社下社春宮摂社・若宮社（長野県諏訪郡下諏訪町）
御子神13神を祀る。
- 諏訪大社下社秋宮摂社・若宮社（長野県諏訪郡下諏訪町）
御子神13神を祀る。
- 出早雄小萩神社（長野県岡谷市長地出早）
下社摂社・出早雄神社と小萩神社（岡谷市長地横川）を合祀したもの。古くから西山田地区の産土神とされた[27][28]。
- 出早雄神社（長野県上田市真田町出配）
古くは出配（いずへ）神社と呼ばれ、明治2年（1869年）に出早雄神社に改められていた[29]。
- 出早神社（長野県下伊那郡高森町出原）
- 熊野出速雄神社（長野県長野市松代町豊栄）
皆神山上にあり、出速雄神ほか7神を祭神とする。中世以降は北信地域熊野修験の聖地として「熊野三社権現」と呼ばれたが明治以降に社名が改称された[30]。
- 社子神社（長野県長野市三輪）
- 芹田中神社（長野県長野市稲葉）
- 野池神社（長野県飯田市千代）
- 御社宮司社（長野県箕輪町三日町）

その他各地の御社宮司社や十五社神社、神明神社、県外の神社にも数多く祀られている。